# Mourens
Mourens település Franciaországban, Gironde megyében. Lakosainak száma 389 fő (2022. január 1.). Mourens Donzac, Gornac, Saint-Germain-de-Grave, Saint-Martial, Saint-Pierre-de-Bat és Porte-de-Benauge községekkel határos.

## Népesség
A település népességének változása:
| Lakosok száma | 434  | 382  | 341  | 388  | 378  | 385  | 385  | 385  | 383  | 389  |
|               | 1968 | 1982 | 1990 | 2006 | 2013 | 2015 | 2017 | 2019 | 2020 | 2022 |